# Audrey Gogniat
Audrey Gogniat (La Chaux-de-Fonds, 30 de octubre de 2002) es una deportista suiza que compite en tiro, en la modalidad de rifle.
Participó en los Juegos Olímpicos de París 2024, obteniendo una medalla de bronce en la prueba de rifle 10 m. Ganó tres medallas en el Campeonato Europeo de Tiro, en los años 2024 y 2025.

## Palmarés internacional
| Juegos Olímpicos   | Juegos Olímpicos | Juegos Olímpicos  | Juegos Olímpicos |
| Año                | Lugar            | Medalla           | Prueba           |
| ------------------ | ---------------- | ----------------- | ---------------- |
| 2024               | París (Francia)  | Medalla de bronce | Rifle 10 m       |
| Campeonato Europeo |                  |                   |                  |
| Año                | Lugar            | Medalla           | Prueba           |
| 2024               | Győr (Hungría)   | Medalla de bronce | Rifle 10 m       |
| 2025               | Osijek (Croacia) | Medalla de oro    | Rifle 10 m mixto |
| 2025               | Osijek (Croacia) | Medalla de plata  | Rifle 10 m       |